# Malcolm Cherry
Malcolm Cherry (Liverpool, 17 maggio 1878 – Londra, 13 aprile 1925) è stato un attore britannico teatrale e cinematografico.

## Biografia
Malcolm Cherry nacque a Liverpool nel 1878. Attore teatrale, nel 1910 si recò con la sua compagnia negli Stati Uniti dove, a Broadway, appare nel cast di due spettacoli prodotti da Klaw & Erlanger.
Dal 1915 al 1921, Cherry girò nove film. Esordì in Far from the Madding Crowd, adattamento del capolavoro di Thomas Hardy, dove ricoprì il ruolo di Boldwood. Bathsheba, la protagonista, era interpretata da Florence Turner, una delle più famose attrici americane dell'epoca che si era trasferita nel Regno Unito per lavorare insieme al regista Laurence Trimble. Cherry girò per Trimble i suoi primi film, recitando a fianco di Florence Turner. In seguito, l'attore sullo schermo avrebbe avuto come partner Gladys Cooper e Isobel Elsom.

## Filmografia
La filmografia è completa.
- Far from the Madding Crowd, regia di Laurence Trimble (1915)
- A Welsh Singer, regia di Henry Edwards (1916)
- A Place in the Sun, regia di Laurence Trimble (1916)
- Grim Justice, regia di Laurence Trimble (1916)
- My Lady's Dress, regia di Alexander Butler (1917)
- Linked by Fate, regia di Albert Ward (1919)
- Hope, regia di Rex Wilson (1919)
- A Member of Tattersall's, regia di Albert Ward (1919)
- The Call of Youth, regia di Hugh Ford (1921)

## Spettacoli teatrali
- The Scarlet Pimpernel (Broadway, 24 ottobre 1910)
- Henry of Navarre  (Broadway, 28 novembre 1910)